# 광주광역시문화예술회관
광주문화예술회관(光州文化藝術會館, Gwangju Culture & Art Center)은 광주광역시 북구 북문대로 60(운암동)에 있는 시립 종합 문화 공간이다. 1985년에 공사를 시작해 1991년 10월 21일에 대극장과 관리동이 우선 개관되었고, 이어 국악당과 소극장이 차례로 개관해 종합 공연장의 모습을 갖췄다.
1992년 8월 1일에는 회관의 부속 건물로 시공되다가 독립 기관이 된 광주시립미술관이 개관했다.

## 시설 소개
대극장
총 좌석 수 1732석의 다목적 공연장으로, 오케스트라 피트와 승강무대, 회전무대 등의 설비를 갖추어 콘서트와 오페라, 뮤지컬, 발레 등 다양한 형태의 실내 공연이 개최되고 있다.
소극장
1993년 7월 1일에 개관한 연극과 실내악, 전통예술 등의 중소규모 공연용 극장으로, 509석의 객석을 갖추고 있다. 오케스트라 피트와 이동식 무대도 갖추고 있어서 소규모 무대 작품도 공연되고 있다.
국악당
1992년 12월 31일에 개관했으며, 광주광역시 소재 전통예술 단체들의 사무실과 연습실이 있는 건물이다.
그 외 시설
회관 관리와 운영을 위한 관리동, 야외 조각공원과 원형무대 등의 부대시설이 마련되어 있다.

## 상주 단체
광주광역시 소속 예술단들인 광주 시립 국극단, 광주 시립 국악 관현악단, 광주 시립 교향악단, 광주 시립 합창단, 광주 시립 소년소녀 합창단과 광주 시립 무용단, 광주 시립 극단,광주 시립 오페라단이 활동하고 있다.

2020년 8월 광주문화예술회관 산하 8개 예술단 중 한 곳인 광주시립극단에서 갑질 및 성희롱 사태가 불거져 큰 논란이 되었으며, 12월 광주문화예술회관 측이 공식사과 입장을 표명했다.